# LEGO Marvel Super Heroes 2
Lego Marvel Super Heroes 2  es un videojuego de acción-aventura desarrollado por TT Games y publicado por Warner Bros. Interactive Entertainment para Microsoft Windows, PlayStation 4, Nintendo Switch y Xbox One. Es la secuela de Lego Marvel Super Heroes y la tercera entrega de la franquicia Lego Marvel.
Con la jugabilidad básica y siguiendo el mismo estilo de los últimos títulos de Lego, el juego cuenta con la capacidad de manipular el tiempo y un modo de lucha de cuatro jugadores superhéroes competitivo. La historia de Lego Marvel Super Heroes 2 se centrará alrededor de superhéroes de diferentes épocas y realidades del Universo Marvel mientras luchan contra el tiempo que viaja Kang el Conquistador en una batalla a través del espacio y el tiempo.
El juego fue lanzado para macOS el 2 de agosto de 2018, con un port desarrollado por la compañía inglesa Feral Interactive.

## Jugabilidad
Lego Marvel Super Heroes 2 es un videojuego de acción-aventura jugado desde una perspectiva de tercera persona. El juego cuenta con una jugabilidad similar a sus predecesores y otros videojuegos de Lego, alternando entre varias secuencias de acción y aventura y escenarios de resolución de puzles. La capacidad de manipular el tiempo permite a los jugadores directamente desde el nuevo mundo abierto de Chronopolis, que es una miríada de 18 diferentes lugares de Marvel (incluyendo K'un-L'un, Attilan, el imperio de Hydra, una versión Marvel Noir de Nueva York Ciudad, Knowhere, y varios otros lugares) enlazados a través del tiempo y el espacio. El juego también introduce un nuevo modo de lucha de superhéroes competitivo de cuatro jugadores, que permite a los jugadores luchar entre sí en escenarios de batalla.

### Personajes
Al igual que los dos juegos anteriores de Lego Marvel, los jugadores pueden tomar el control de una lista de personajes icónicos del Universo Marvel, cada uno con sus propias habilidades únicas. Por ejemplo, el Señor de la Estrella es capaz de huir, la Pantera Negra puede activar los interruptores de garra y el Hombre Araña puede columpiarse sobre sus telas, gatear en las paredes y usar su sentido de araña para detectar objetos ocultos. El juego también cuenta con personajes de diferentes períodos de tiempo y realidades sobre el Universo Marvel, que incluye Spider-Gwen, una versión vaquero de Captain America, un gladiador Hulk y muchos otros.
Mientras que algunos personajes se basan sólo en los cómics, otros tienen sus imágenes tomadas del Universo Cineasta Marvel, como los Guardianes de la Galaxia o el Hombre-Hormiga. Usando la capacidad de manipular el tiempo, los jugadores pueden cambiar el aspecto y las habilidades de ciertos personajes. Por ejemplo, pueden tomar el Baby Groot (de los Guardianes de la Galaxia vol. 2) y mover el tiempo para que se convierta en su versión adulta, y Spider-Man puede ir a ambos lados con su Noir y 2099 contrapartes.

## Premisa
En Lego Marvel Super Heroes 2, Kang el Conquistador viaja a través de diferentes líneas de tiempo y realidades, conquistando y secuestrando sus ciudades más famosas y reuniéndolas en un solo lugar: Chronopolis. Gracias a esto, varios superhéroes son sacados de sus respectivas "casas" y llevados allí, donde deben trabajar juntos para evitar la amenaza del Conquistador, que planea hacerse cargo no sólo de Chronopolis, sino del universo.